# V3Ga
V3Ga是钒和镓形成的金属间化合物之一，化学式为V3Ga。它是浅灰色的晶体，不溶于水，具有超导性质。

## 制备
V3Ga可由钒和镓在高温下的化合反应制得。
3 V + Ga → V3Ga
或用氢气还原气相的四氯化钒和三氯化镓：
6 VCl4 + 2 GaCl3 + 15 H2 → 2 V3Ga↓ + 30 HCl

## 性质
V3Ga是浅灰色晶体，属于立方晶系，空间群Pm3n，晶胞参数a=0.483 nm，Z=2，具有Cr3Si结构。

## 拓展阅读
- K. Tachikawa. . Cryogenics. 2008-07, 48 (7-8): 317–322  [2020-07-24]. doi:10.1016/j.cryogenics.2008.04.009. （原始内容存档于2018-06-19） （英语）.
- A.V. Skripov, Yu.G. Cherepanov, H. Wipf. . Journal of Alloys and Compounds. 1994-07, 209 (1-2): 111–116  [2020-07-24]. doi:10.1016/0925-8388(94)91084-7. （原始内容存档于2018-06-29） （英语）.